# Ama de crianza

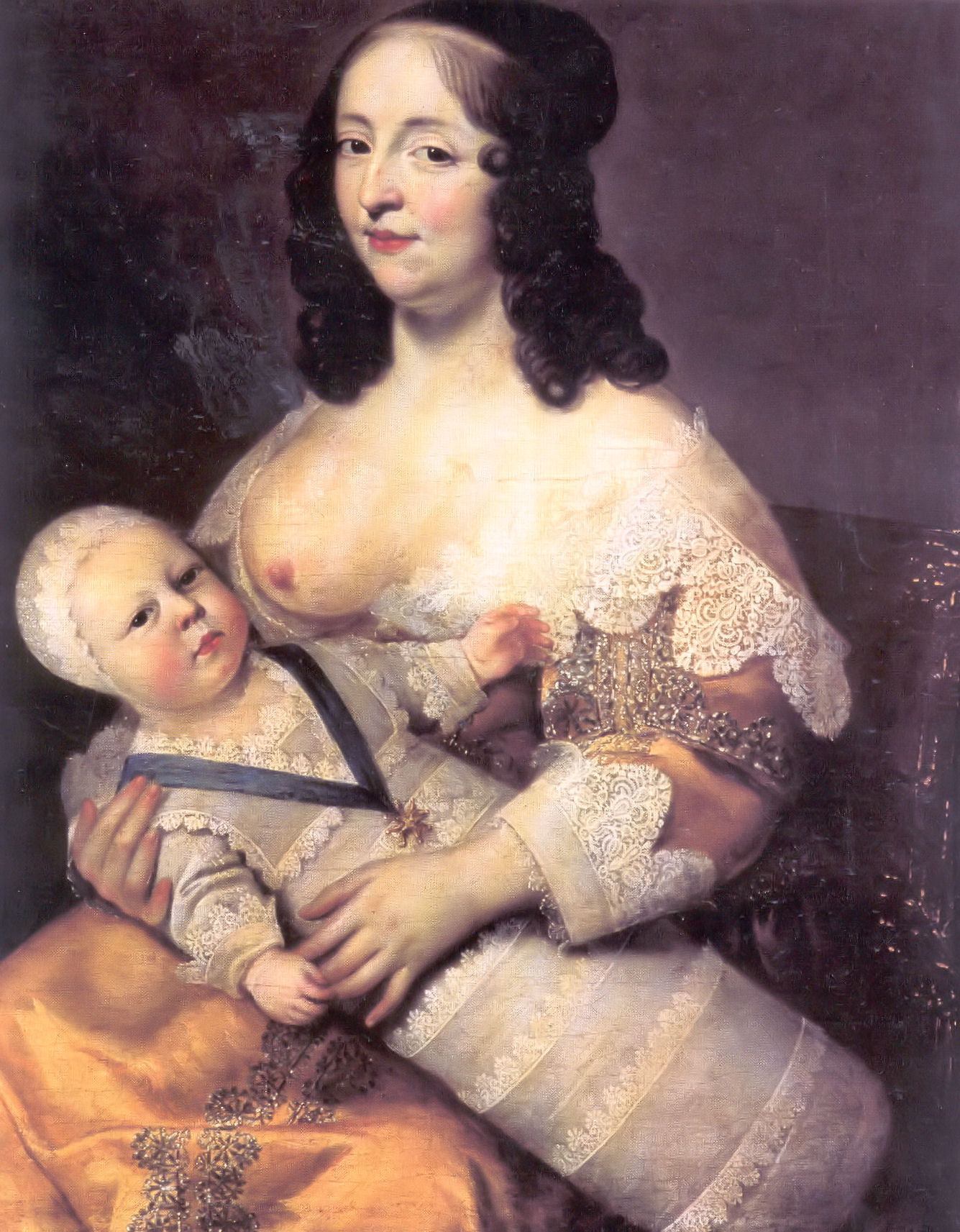
El futuro Luis XIV con su ama de cría

Un ama de crianza, ama de cría, ama de leche, nodriza o criandera es una mujer que amamanta a un lactante que no es su hijo. Esta práctica está actualmente en desuso en la mayor parte de países del mundo. El empleo de nodrizas fue común hasta el siglo XIX y primeras décadas del siglo XX para alimentar a niños cuyas madres no podían o no deseaban amamantar a sus hijos.

## Historia de las nodrizas

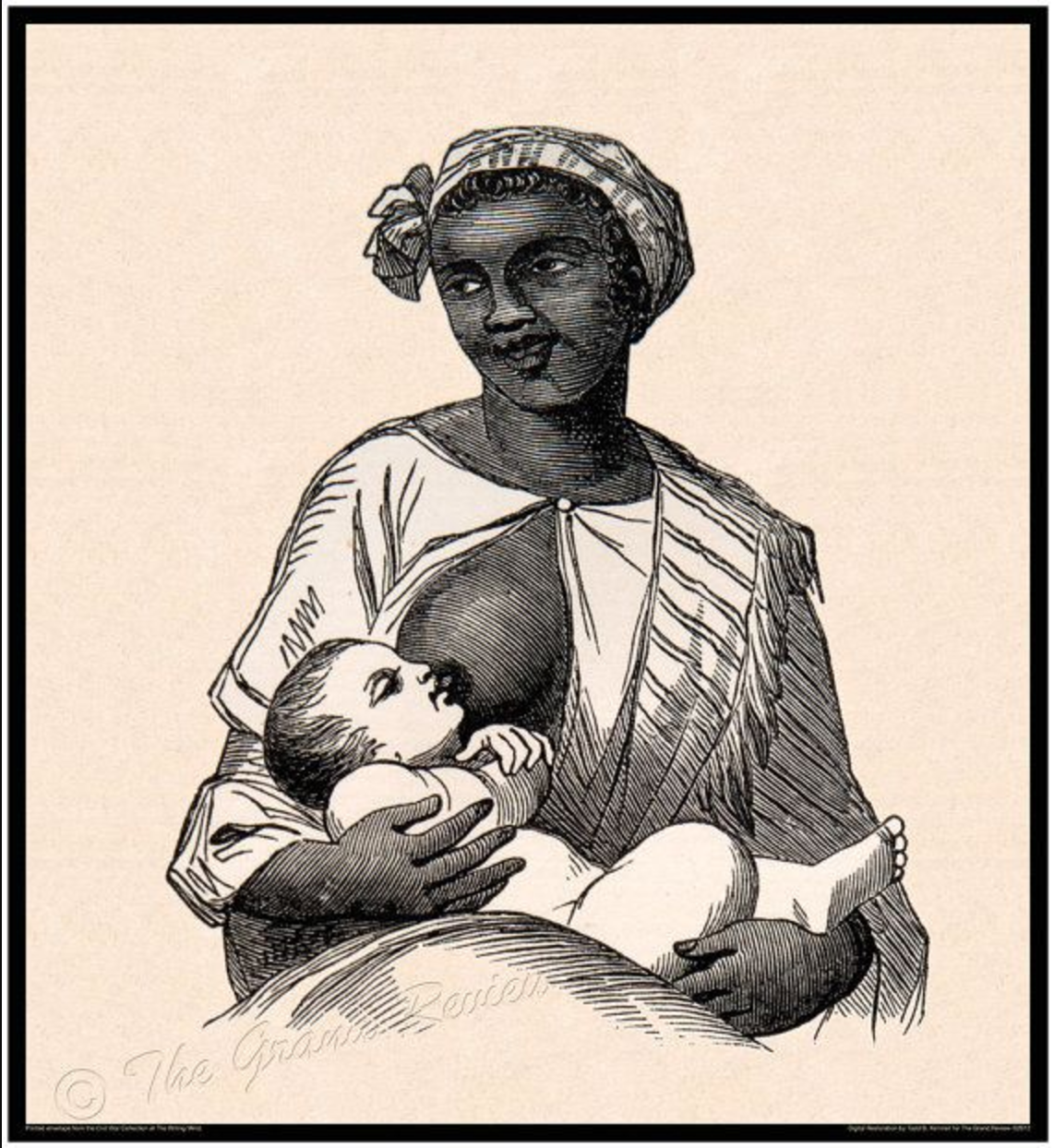
Nodriza esclava amamantando a un infante.

El recurso a un ama de crianza podía estar motivado por razones físicas —como en el caso de producción insuficiente de leche, en partos múltiples en los que una sola persona no puede satisfacer los requisitos de lactancia— o sociales: la profesionalización de la lactancia permitía a la madre dedicarse a otras ocupaciones —en el caso, por ejemplo, de las élites romanas—, abreviar el período entre embarazos —puesto que el sistema endocrino inhibe normalmente la concepción mientras la madre está amamantando—, o simplemente librarse de una tarea percibida como socialmente inadecuada para las clases superiores.
El elevado índice de mortalidad materna durante el parto y postparto obligaba a buscar nodrizas que pudieran alimentar a los recién nacidos ante la falta de alimentación adaptada y medidas higiénicas suficientes (leches preparadas, biberón, asepsia).
El desarrollo de fórmulas más completas para la leche en polvo, adaptada en muchos casos al sistema digestivo del niño llevó a la paulatina extinción de la figura del ama de crianza en los países desarrollados a mediados del siglo XX.
En otras sociedades, la tarea no estaba restringida a los profesionales, sino que era parte del cuidado de los infantes compartido entre todas las madres del grupo. La profesionalización de la crianza, sociológicamente hablando, fue uno de los medios que permitió a las mujeres pudientes liberarse del vínculo constante al cuidado doméstico que caracteriza al papel femenino en las sociedades patriarcales y previas al sedentarismo de las civilizaciones neolíticas.
A principios del siglo XX se desarrolló en Europa una institución denominada Gota de Leche que suministraba leche maternizada a los niños que lo necesitaban junto con una atención médica.

### Nodrizas en España
El elevado índice de mortalidad maternal en torno al parto es una de las causas de la existencia de amas de crianza, así en España en 1910 fallecía una mujer por de cada 200 partos o el abandono infantil por diferentes causas que fue muy numeroso en España en el siglo XIX y hasta mediados del siglo XX.

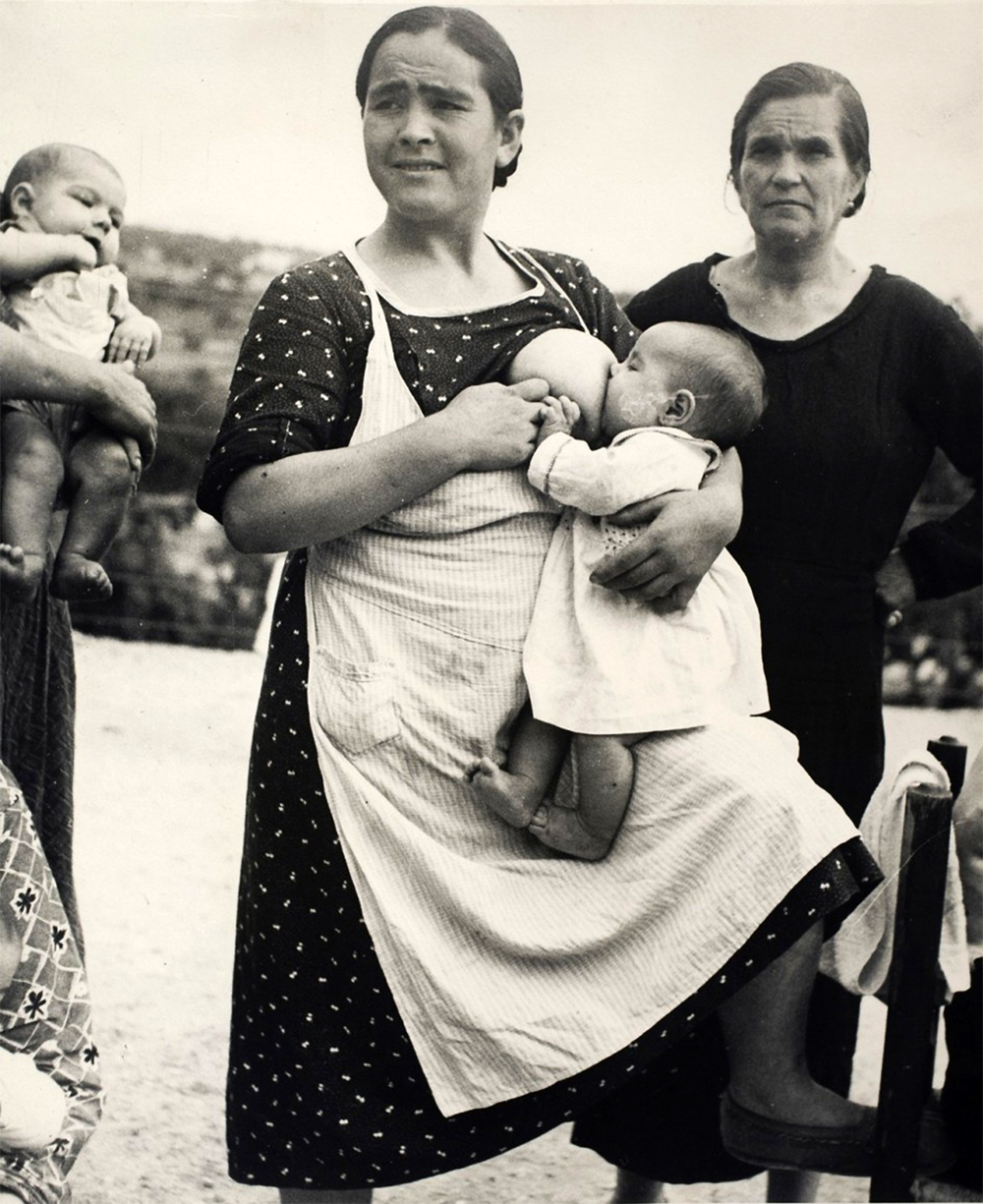
Nodriza. Fotografía de Kati Horna tomada en 1937, durante la Guerra de España de 1936.

Las nodrizas en España eran imprescindibles para la supervivencia de los niños abandonados en las inclusas y casas cuna. Ante la imposibilidad de lactancia en muchos Centros de acogida se optó por un sistema retributivo a amas de crianza externas que acogían al niño en su hogar, normalmente en zonas rurales cerca de la inclusa. Aparte de los cuidados básicos se comprometían a instruir a los niños y educarles en el cristianismo. Esta situación de cuidado del niño se prolongaba normalmente durante 7 años tras los cuales la nodriza podía optar a prohijar al niño o devolverlo al orfanato. El prototipo de la nodriza externa a finales del siglo XIX era una mujer casada de entre 25 y 40 años, con hijos y campesina con una gran necesidad económica. En una tercera parte de los casos habrían padecido el fallecimiento de un hijo lactante.
Normalmente se demoraba unos días desde el nacimiento para enviar al recién nacido con una nodriza externa para asegurarse de que el bebé no tenía la temida sífilis que podía contagiar a la nodriza.
El siguiente texto describe algunas condiciones que debía tener una nodriza externa en 1891 por la Diputación de Guipúzcoa: «Art. 26. Las nodrizas á quienes las Juntas entregaren los niños expósitos, serán de matrimonio, asegurándose previamente de su robustez, suficiencia de jugo lácteo, moralidad y demás circunstancias que se requieren para la buena crianza y educación de los mismos expósitos».
Para ser nodriza se exigía un certificado de salud y buenas costumbres que expedían el médico y el alcalde del lugar de residencia. Estas personas junto con los párrocos se encargaban de supervisar el cuidado al niño ya que no eran desdeñables los casos de malos tratos o niños descuidados a lo largo del siglo XIX. También debían tener otra fuente de ingresos para evitar que cayera en la mendicidad.
Otra modalidad empleada en estos centros era la nodriza interna, que era la mujer que daba a luz en el centro de acogida y  daba de lactar a su hijo y a otra criatura las primeras semanas de vida con los beneficios que esto suponía para los niños. Esto no estaba exento de riesgos ya que un recién nacido asintomático con sífilis  podría contagiar a la nodriza en el momento de lactar. En 1906 se desarrolló el test de Wassermann para el diagnóstico de la sífilis con lo que se solucionó este problema. El primer centro que lo aplicó en España fue la Casa Cuna de Fraisoro en Guipúzcoa.
En España la primera fue la de Barcelona en 1902 seguida por la de San Sebastián en 1903 y la de Madrid en 1904. Posteriormente se extendió a una treintena de provincias españolas.
Estas instituciones se complementaron con las amas de crianza para el cuidado de la infancia necesitada hasta mediados del siglo XX cuando aparecieron leches artificiales (en polvo) eficientes.